# Nierembergia filicaulis
Espèce
Classification APG III (2009)
Nierembergia filicaulis est une espèce de plantes de la famille des Solanacées originaire d'Amérique du Sud.

## Position taxinomique
John Lindley décrit cette plante en 1833 à partir d'un exemplaire qu'il croyait originaire du Mexique et envoyé par George Tate. William Jackson Hooker, l'année suivante, constate qu'il s'agit d'un exemplaire envoyé par John Tweedie de Buenos Aires.
En 1837, Constantine Samuel Rafinesque en fait l'espèce type du genre Siphonema qu'il crée : Siphonema filicaulis (Lindl.) Raf.
En 1909, Émile Hassler en fait une variété de Nierembergia angustifolia : Nierembergia angustifolia var. filicaulis (Lindl.) Hassl.
Enfin, en 1870, Elisa de Vilmorin publie une espèce horticole homonyme, dans « Les fleurs de pleine terre » : Nierembergia filicaulis Hort. ex E.Vilm., espèce qui est en réalité Nierembergia gracilis.

## Description
Il s'agit d'une plante vivace — si les températures restent globalement positives —, buissonnante, de moins de cinquante centimètres de haut.
Ses tiges sont très grêles et fines, ramifiées et dressées : la finesse des tiges est à l'origine de l'épithète spécifique. L'ensemble des feuilles et de la tige de la plante est glabre, ce qui constitue une des caractéristiques de cette espèce.
Les feuilles, alternes, lancéolées, ont plus de trois à quatre centimètres de long, sur moins d'un centimètre de large. Elles présentent une grande ressemblance avec celles de Nierembergia gracilis.
Les fleurs, nombreuses, sont présentes tant en partie terminales que sur les ramifications, opposées au feuilles. Elles sont blanches à roses, voire mauves, ont environ cinq centimètres de diamètre. Le tube de la fleur est assez court — moins de trois centimètres de long —, plus court que celui de Nierembergia gracilis. Le calice est large, campanulé à cinq lobes.

## Distribution
Nierembergia filicaulis est une plante originaire d'Amérique centrale et du Sud : Mexique, Panama, Brésil, Argentine, Paraguay.
Elle s'implante en sol plutôt sec et ensoleillé. Elle est légèrement plus résistante au gel que la plupart des espèces du genre.

## Utilisation
Cette espèce a connu un certain succès horticole au milieu du XIXe siècle, mais est tombée dans un relatif oubli depuis.